# Pinneberg (districte)
El  Districte de Pinneberg (en alemany Kreis Pinneberg, baix alemany Kreis Pinnbarg) és un landkreis (districte) a l'estat federal de Slesvig-Holstein (Alemanya). Té com a seu administrativa la ciutat d'Elmshorn. S'ha afiliat a l'Àrea metropolitana d'Hamburg.

## Geografia
Segeberg limita al nord i oest amb els districtes de Steinburg, a l'est amb el districte de Segeberg al sud-est amb la ciutat d'Hamburg i de l'altre costat de l'Elba el districte de Stade a Baixa Saxònia. L'illa d'Helgoland al mar del Nord i l'illa insular Binshorster Sand i la major part de l'illa de Pagensand pertanyen també al districte. És una zona força humida, creuada per a desenes de rius i rierols, dels quals els principals són el Pinnau i el Krückau, tots afluents de l'Elba.

## Economia
Històricament, des de la creació del primer viver pel baró Caspar Voght a la fi del segle xvii, el districte s'ha transformat en el centre d'arboricultura més important d'Alemanya. En l'actualitat, uns 400 vivers ocupen 3000 persones. La indústria agroalimentària està representada per a Kraft Foods, Peter Kölln (cereals), Döllinghareico (xarcuteria), la (petro)química Tamoil i VossChemie, la farmacèutica per la seu alemanya d'AstraZeneca i Nordmark, l'explotació de boscs de Stora Enso i l'energètica per E.ON Hanse. Al costat d'aquests gegants, hi ha tot una sèrie de pimes diverses, empreses de serveis, hospitals ecc. Helgoland és una atracció turística major que podria transformar-se en centre de serveis per a la indústria dels aerogeneradors d'alta mar.

## Història
A l'edat mitjana, el territori del districte fa part del comtat de Holstein dels comtes de la família dels Schauenburg i Holstein. D'heretatge en heretatge el llinatges van dividir-se. L'extinció de diverses nissagues va conduir a una reunificació i la creació del comtat Holstein-Schauenburg que el 1640 va escaure en unió personal a Cristià IV de Dinamarca.
Després de l'annexió per Prússia el 1864, la reorganització administrativa del 1867 va crear el districte de Pinneberg, en fusionar la senyoria de Pinneberg, el comtat de Rantzau, els dominis d'Haseldorf, Haselau, Flottbek, Seestermühe i les terres del monestir d'Uetersen. El 1927, els municipis de Flottbek i Blankenese van fusionar amb la ciutat d'Altona-Altstadt. El 1937, la llei de l'àrea metropolitana d'Hamburg va atorgar Altona i els municipis pinneberguenses Lokstedt, Lurup, Niendorf i Schnelsen a Hamburg. Finalment, el 1970 va haver de cedir a la ciutat nova de Norderstedt (Segeberg) els municipis de Garstedt i Friedrichsgabe.

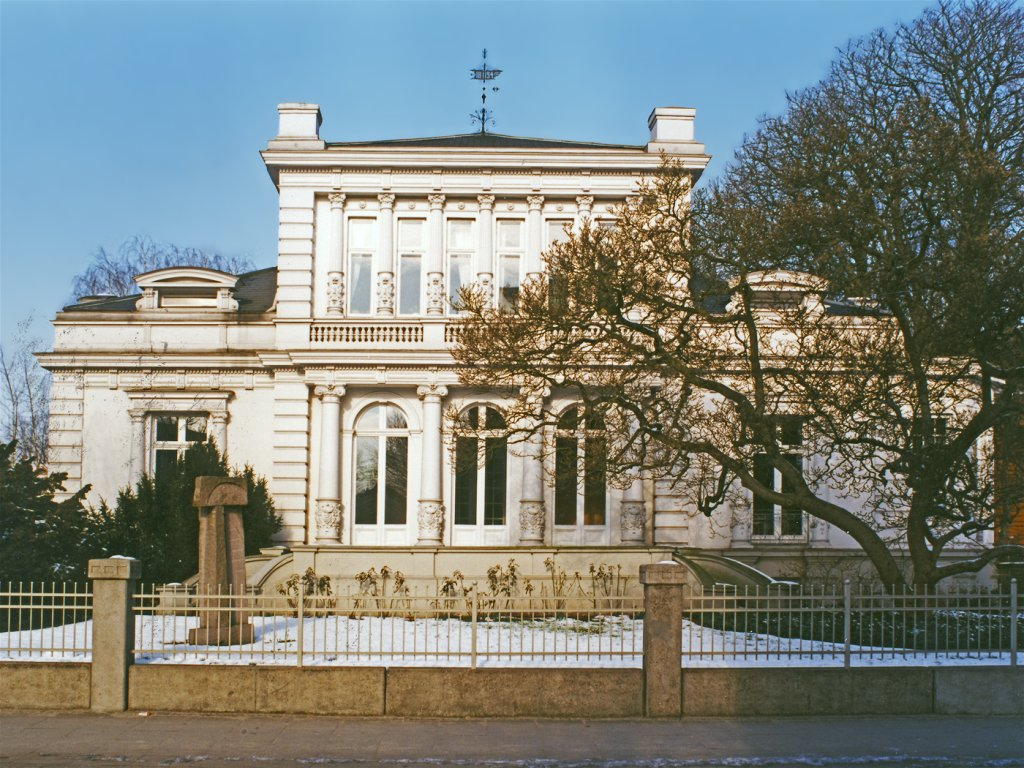
La Vil·la Blanca a Elmshorn
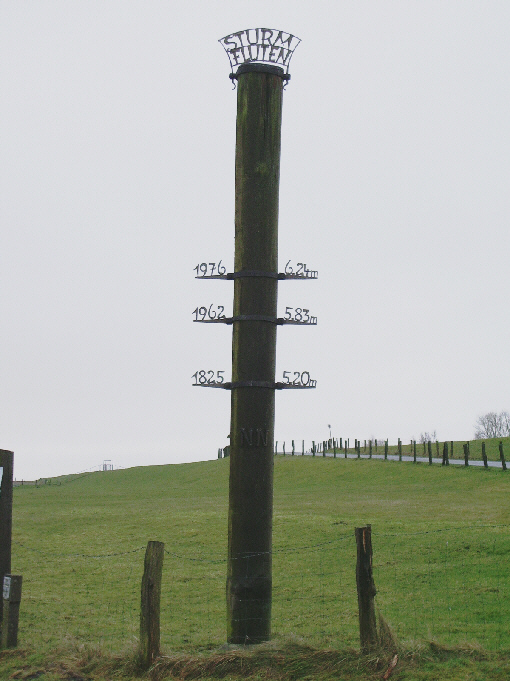
Monument de les aiguades a l'aiguamoll d'Haseldorf
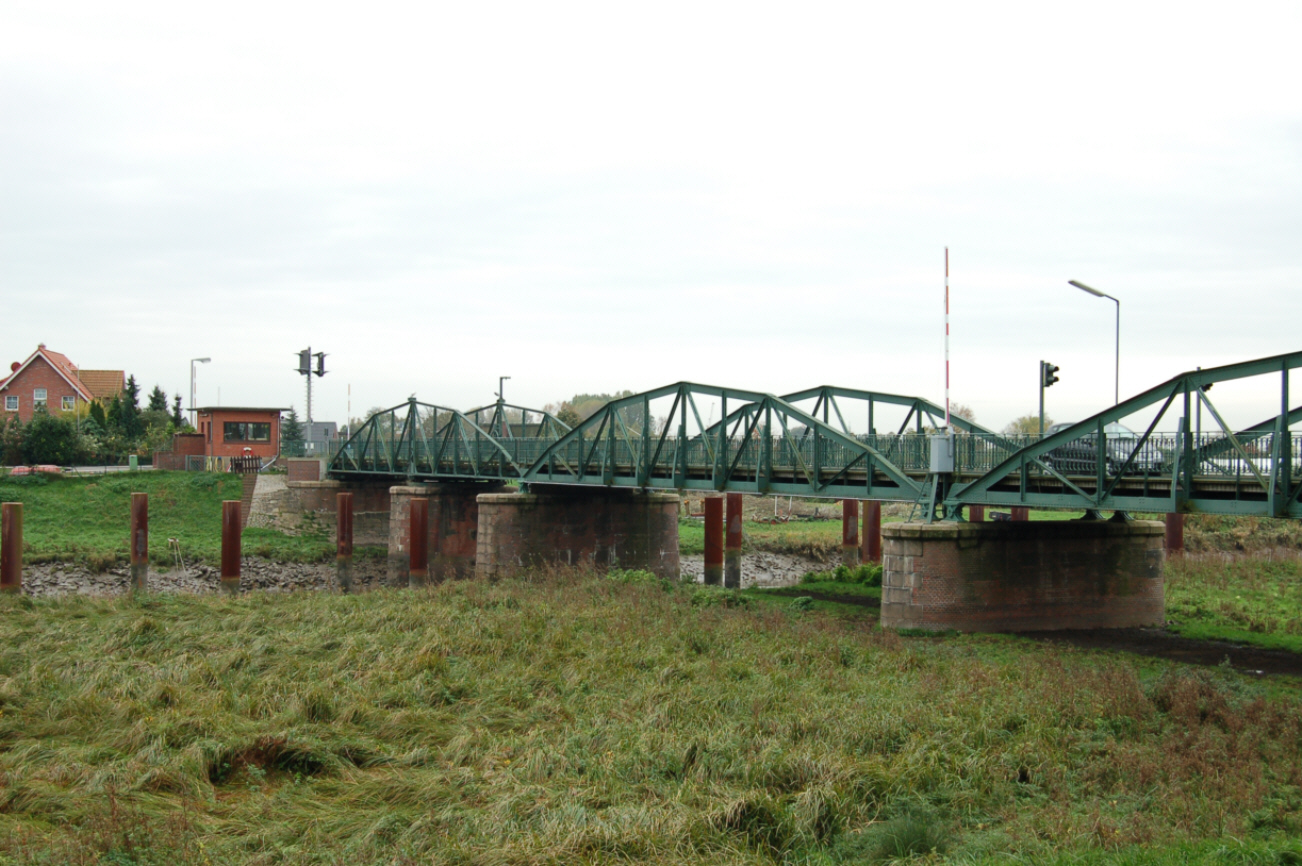
El pont tornant sobre el Pinnau a Klevendeich
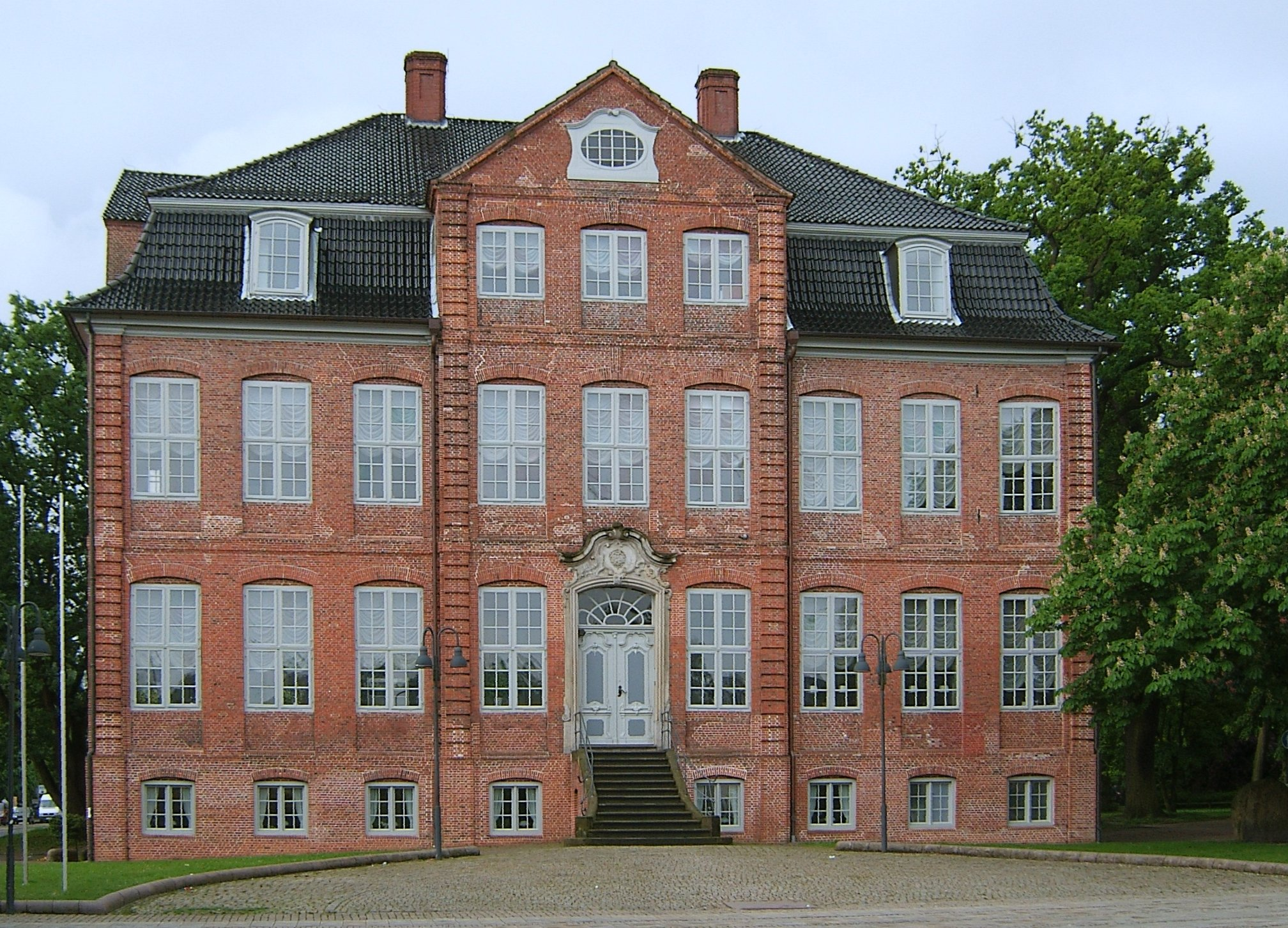
L'antiga seu de la senyoria de Pinneberg

## Composició del districte
| Ciutats independents i municipis independents |
| --- |
| 1. Barmstedt 2. Elmshorn (seu administrativa) 3. Halstenbek 4. Helgoland 5. Pinneberg 6. Quickborn 7. Rellingen 8. Schenefeld 9. Uetersen 10. Wedel |

Amts
- 1. Amt Elmshorn-Land
seu: Elmshorn

1. Klein Nordende
2. Klein Offenseth-Sparrieshoop
3. Kölln-Reisiek
4. Raa-Besenbek
5. Seester
6. Seestermühe
7. Seeth-Ekholt

- 2. Amt Haseldorf
seu: Uetersen

1. Haselau
2. Haseldorf
3. Hetlingen

- 3. Amt Hörnerkirchen
seu: Barmstedt

1. Bokel
2. Brande-Hörnerkirchen
3. Osterhorn
4. Westerhorn

- 4. Amt Moorrege

1. Appen
2. Gross Nordende
3. Heidgraben
4. Heist
5. Holm
6. Moorrege (seu)
7. Neuendeich

- 5. Amt Pinnau
seu: Rellingen

1. Bönningstedt
2. Borstel-Hohenraden
3. Ellerbek
4. Hasloh
5. Kummerfeld
6. Prisdorf
7. Tangstedt

- 6. Amt Rantzau
 seu: Barmstedt

1. Bevern
2. Bilsen
3. Bokholt-Hanredder
4. Bullenkuhlen
5. Ellerhoop
6. Groß Offenseth-Aspern
7. Heede
8. Hemdingen
9. Langeln
10. Lutzhorn